# Agnes Osazuwa
Agnes Osazuwa (ur. 26 czerwca 1989 lub 21 czerwca 1990 w mieście Benin) – nigeryjska lekkoatletka, sprinterka.
W 2008 reprezentowała Nigerię podczas igrzysk olimpijskich w Pekinie. Biegła na trzeciej zmianie w eliminacjach sztafety 4 × 100 metrów. W finale zastąpiła ją Halimat Ismaila, Nigeryjki zajęły 3. miejsce a brązowy medal tej imprezy przypadł także Osazuwie.

## Rekordy życiowe
- bieg na 100 metrów – 11,33 (2010)